# 멜리차노
멜리차노(이탈리아어: Melizzano)는 이탈리아 캄파니아주 베네벤토도의 코무네다. 나폴리가 북동쪽으로 45km 베네벤토가 서쪽 25km 거리에 있다.